# Hospoda (seriál)
Hospoda je český komediální televizní seriál (sitcom), který v letech 1996 a 1997 vyrobila a odvysílala TV Nova. Šlo o teprve druhý vlastní komediální seriál této televizní stanice (po seriálu Nováci). 
Celkem bylo natočeno 52 dílů (26 v roce 1996 + 26 v roce 1997), přičemž každý trvá zhruba 24 až 27 minut a jeho natáčení v barrandovských ateliérech zabralo zhruba dva dny.

## Děj
Kdesi v Praze (podle dílu Den poté na trase tramvaje 22) se v suterénu činžovního domu nachází hospůdka, kterou provozuje majitel domu Jonáš. Seriál mapuje dění po jeho pohřbu, kdy se do hospody dostaví jeho bývalý kamarád Dušek a přinese závěť, podle které mu nebožtík odkazuje hospodu do pronájmu na dobu deseti let. Nebožtíkův syn ani jeho matka s tím sice nesouhlasí (a během celého seriálu to dávají nepokrytě najevo), ale nemohou s tím nic dělat. Duška si okamžitě oblíbí dosavadní štamgasti: podnikatel Novák, kotelník Babula, trpasličí kamelot Goliáš, psychiatr Prášek, advokát Zatloukal, harmonikář Joska a důchodce Horáček, smíří se s ním i důchodkyně Jirásková, bezproblémově s ním vycházejí i servírky Janinka a Mařka, do hospody je brzy angažován svérázný kuchař Kachna.

## Obsazení
Stálé postavy, které se objevují téměř v každém dílu:
| Petr Nárožný       | Jaroslav Dušek, hospodský                                    |
| Bronislav Poloczek | Tomáš Babula, kotelník                                       |
| Jiří Krytinář      | David Goliáš, kamelot                                        |
| Ladislav Potměšil  | Václav Novák, podnikatel v nákladní silniční dopravě         |
| Jiří Menzel        | doc. MUDr. Jindřich Prášek, CSc., primář psychiatrie a radní |
| Pavel Vondruška    | Joska Váňa, harmonikář                                       |
| Jan Kanyza         | JUDr. Vladimír Zatloukal, advokát                            |
| Lubomír Lipský     | Alois Horáček, důchodce                                      |
| Věra Tichánková    | Vendula Jirásková, důchodkyně                                |
| Josef Dvořák       | František zvaný „Kachna“, kuchař                             |
| Zuzana Bydžovská   | servírka Mařka                                               |
| Eva Čížkovská      | servírka Janinka                                             |
| Václav Knop        | Břetislav Jonáš, středoškolský pedagog a majitel domu        |

Stálé postavy, které se objevují jen občas:
| Blažena Holišová | paní Jonášová, matka pana domácího       |
| Veronika Žilková | Vlasta Nováková, manželka Václava Nováka |

Hosté:
- Blanka Blahníková jako klientka JUDr. Zatloukala (díl Píchačky)
- Otakar Brousek starší jako „mylný“ rakouský strýček Vlasty Novákové (díl Strýček)
- Jan Dolanský jako student–záškolák Středa (díl Záškoláci)
- Marek Eben hrál sám sebe (díl Umělec)
- Marek Epstein jako budoucí rodič (díl Prvorodič)
- Adolf Filip jako dělník (díl Stávka)
- Zuzana Fišárková jako Hedvika Ulmannová, pravá známost topiče Babuly z rande na inzerát (díl Růžička)
- Ladislav Gerendáš jako vynálezce a zlepšovatel Jan Vendelín Kropáč (díl Vynálezce)
- Matěj Hádek jako student–záškolák Bureš (díl Záškoláci)
- Jiří Hálek jako kontrolor ze živnostenského úřadu Tonda Jeřábek (díl Kukátko)
- Jiří Havel jako technik automatu (díl Forbes)
- Jan Hraběta jako závozník s pivem (díl Stávka)
- Rudolf Hrušínský mladší jako příslušník PČR v civilu Jurdík (díl Obránci)
- Miriam Chytilová jako pánská společnice Andrea (díl Bludičky)
- Michal Jagelka jako student–záškolák Cigánek (díl Záškoláci)
- Vítězslav Jirsák jako dělník (díl Stávka)
- Jan Kalous jako student–záškolák Zahradníček (díl Záškoláci)
- Miriam Kantorková jako šéfová pánských společnic (díl Bludičky)
- Jaroslav Kepka jako zapomnětlivý univerzitní profesor Bohumil Šebestík (díl Bomba)
- Uršula Kluková jako MUDr. Josefka Prášková, manželka dr. Práška (díl Randevú)
- Václav Kotva jako hráč automatů (díl Forbes)
- Ljuba Krbová jako učitelka Marta Zatloukalová, manželka dr. Zatloukala (díl Koncert)
- Vendulka Křížová jako pánská společnice (díl Bludičky)
- Radek Kuchař jako kluk chystající se do učení (díl Učedník)
- Stanislav Lehký jako vyděrač (díl Obránci)
- Martin Luhan jako Vašek Novák ml., syn štamgasta Venci Nováka (díl Flamendr, Píchačky, Den poté, Prvorodič)
- Jiří Macháček jako lékař rychlé záchranné služby (díl Úraz)
- Pavel Mang jako student–záškolák Vojta (díl Záškoláci)
- David Matásek jako zástupce šéfredaktora časopisu Protialkoholický obzor (díl Reklama)
- Miroslav Moravec jako řidič Láďa Neužil, kamarád Venci Nováka (díl Šejdrista)
- Pavlína Mourková jako pánská společnice Žaneta (díl Bludičky)
- Oldřich Navrátil jako Česťa Částka, otec budoucího učedníka (díl Učedník)
- Pavel Nový jako velitel zásahové jednotky policie (díl Bomba)
- Jaroslava Obermaierová jako paní Holanová, klientka dr. Zatloukala (díl Klientka)
- Petr Oliva jako producent reklamní společnosti (díl Reklama)
- Michal Pešek jako pokladník Strany národního blahobytu Berka (díl Schůze)
- Anežka Pohorská jako Vlastička Nováková ml., dcera štamgasta Venci Nováka (díl Flamendr, Píchačky)
- Jiří Pomeje jako podvedený fotbalový fanoušek (díl Zájezd)
- Simona Postlerová jako mylná známost topiče Babuly z rande na inzerát (díl Růžička)
- David Prachař jako kameraman reklamní společnosti (díl Reklama)
- Viktor Preiss jako profesor dějepisu Bárta (díl Záškoláci)
- Arnošt Proschek jako elektrikář (díl Kalamita)
- Jan Přeučil jako režisér reklamní společnosti (díl Reklama)
- Radan Rusev jako technik automatu (díl Forbes)
- Otto Rošetzký jako vyděrač (díl Obránci)
- Miroslav Saic jako příslušník PČR (díl Obránci)
- Jan Skopeček jako Franta Coufal, spolužák a kamarád dědy Horáčka (díl Dědci)
- Luba Skořepová jako věštící stařenka (díl Věštba)
- Václav Sloup jako štamgast (díl Schůze)
- Josef Somr jako br. Šípek, jednatel spolku Abstinent (díl Asketa)
- Michal Suchánek jako policejní expert na trhaviny Ing. Berger (díl Bomba)
- Karel Šíp jako herec – výčepní (díl Reklama)
- Miroslav Šnajdr jako elektrikář (díl Kalamita)
- Ladislav Trojan jako příslušník PČR (díly Nález a Hra)
- Marcel Vašinka jako první láska servírky Mařky Ing. Kostka (díl Pes)
- Miroslav Vladyka jako podvodník s financemi Bohouš Peterka, vlastním jménem Ovsík (díl Výletník)
- Oldřich Vlach jako kamarád domácího Jonáše a předseda Strany národního blahobytu Ing. Veškrna (díly Vetřelci, Schůze a Zájezd)
- Lucie Vondráčková jako studentka–záškolačka Fričová (díl Záškoláci)
- Miloš Vondruška (bratr Pavla Vondrušky, jinak neherec) jako bratr harmonikáře Josky Váni (díl Dlužník)
- Václav Vydra jako Lojza Hovorka, milovník kanadských žertíků (díl Šprýmař)
- Gabriela Wilhelmová jako matka Imricha Kuželky, klientka JUDr. Zatloukala (díl Záloha na palmáre)
- Jiří Wimmer jako herec – piják (díl Reklama)
- Jiří Wohanka jako dělník (díl Stávka) a jako elektrikář (díl Kalamita)
- Martin Zahálka jako příslušník PČR v civilu Šušanka (díl Obránci)
- Vlastimil Zavřel jako kuchař Špičák, Kachnův předchůdce (díly Závěť a Záskok)
- Valérie Zawadská jako pánská společnice Alenka (díl Bludičky)
- Stanislav Zindulka jako vojenský obránce nadporučík v záloze Miroslav Žalud (díl Obránci)

## Seznam dílů

### První řada (1996–1997)
Natočeno v roce 1996.
| Č. v seriálu | Č. v řadě | Název dílu        | Režie          | Scénář                                                   | Datum premiéry     |
| --- | --------- | ----------------- | -------------- | -------------------------------------------------------- | ------------------ |
| 1 | 1         | Závěť             | Jaroslav Dudek | Jiří Drejnar (podle povídky „Kauce“ od Miroslava Adamce) | 7. září 1996       |
| Po pohřbu starého pana Jonáše se v jeho hospodě scházejí nejbližší. Rodina v čele s paní Jonášovou a synem, učitelem tělocviku Břetislavem Jonášem, číšnice Mařenka a Janinka, kuchař Špičák a stará paní Jirásková, sousedka z horního patra. Dále jsou zde místní štamgasti. Špeditér a majitel dopravní firmy Václav Novák, kotelník Tomáš Babula, advokát Vladimír Zatloukal, radní a primář psychiatrie doktor Jindřich Prášek, kamelot David Goliáš a harmonikář Joska. Zatímco všichni truchlí a na starého pana Jonáše vzpomínají, ve dveřích se objeví Jonášův kamarád, hostinský Jaroslav Dušek s tím, že mu Jonáš kdysi odkázal provozování hospody na dobu deseti let za 15 000 Kč měsíčně. Příbuzným pana Jonáše se to sice nelíbí, ale není cesty zpět. Do oka ale zrovna nepadne místnímu kuchaři Špičákovi. Ještě, než Špičák odejde, negativně Duškovi místní štamgasty představí. |           |                   |                |                                                          |                    |
| 2 | 2         | Kuchař            | Jaroslav Dudek | Jiří Drejnar                                             | 14. září 1996      |
| Štamgasti jsou hladoví, bývalý kuchař Špičák v předchozím díle odešel a výčepní Dušek zatím nesehnal náhradu. Topič pan Babula si vzpomíná na dávného kamaráda, kterého přes Duškovu lehkou nevoli přivede. Kuchař František ihned dostává od štamgastů přezdívku Kachna. Goliáš nového kuchaře poznává, vařil totiž v cirkuse, kde chvíli vystupoval. Ten mezitím připravuje testovací porci na účet podniku. Štamgasti ochutnávají a shodují se, že má kuchař talent. Od Goliáše se však nakonec dozvídají, že Kachna v cirkuse nevařil pro personál, ale šlichtu pro medvědy. |           |                   |                |                                                          |                    |
| 3 | 3         | Flamendr          | Jaroslav Dudek | Jiří Drejnar                                             | 21. září 1996      |
| Novákova manželka přichází do hospody pátrat, kde strávil předešlou noc její manžel. Obává se, aby se mu něco nestalo a žádá výčepního Duška, aby ji neprodleně informoval, kdyby se náhodou manžel v hospodě objevil. Když odejde, do hospody vchází Novák v nepopsatelném stavu a vypráví štamgastům události předešlého večera. Nováková však mezitím přijde a po krátké potyčce hrozí manželovi rozvodem. Na druhou stranu mu však dává víkend na zotavenou. Novák už plánuje, co s volným víkendem, ale v tom vejde do hospody opět Nováková, tentokrát však s dětmi, nechává je napospas manželovi a odchází. Novák se o ně s pomocí ostatních štamgastů i kuchaře Kachny postará, zapomene však, že manželka bude volat, až budou děti v posteli. Pošle tedy svého syna domů, aby vyvěsil telefon a manželka tedy neměla možnost se dovolat, ale syn se zanedlouho vrátí s tím, že mají jít okamžitě domů. Manželka nestihla včas odjet, protože přijela Novákova matka a obě netrpělivě čekají na Novákův příchod i s dětmi domů. Ten tak odchází z hospody na očekávanou popravu. |           |                   |                |                                                          |                    |
| 4 | 4         | Nález             | Jaroslav Dudek | Jiří Drejnar                                             | 28. září 1996      |
| Topič Babula nachází cestou ze záchodku krabici, kterou zde zapomněl domácí Jonáš. Když ji s Novákem přede všemi otevírají, nestačí se divit. Jsou v ní zabalené nejrůznější dobroty ze zabijačky. Štamgasti celý obsah krabice hodlají sníst (znárodnit) a to i přes protest výčepního Duška, který už Jonáše zná a ví, že by z toho mohl být problém. Jonáš samozřejmě přichází ve chvíli, kdy je krabice skoro prázdná a obviní všechny včetně Duška z krádeže. Po chvilce přivádí policii, která má případ vyšetřit. Do celé věci se však vloží advokát Zatloukal, jeden ze štamgastů a vše dobře dopadne. Jonáš následně odmítá usmíření nad jitrnicemi a prejtem a odchází naštvaně z hospody. |           |                   |                |                                                          |                    |
| 5 | 5         | Forbes            | Jaroslav Dudek | Jiří Drejnar                                             | 5. října 1996      |
| V hospodě je nainstalován hrací automat. Dušek, Novák i ostatní návštěvníci hospody do něj postupně nahází všechny své úspory. Proti je advokát Zatloukal i harmonikář Joska, ale výčepní Dušek trvá na tom, že automat zde zůstane. Názor změní ve chvíli, kdy do hospody přijde tělocvikář Jonáš a po první vhozené minci vyhraje vše, co tam všichni za celý den naházeli. Automat sice před Duškovo zničením sekyrou štamgasti zachrání, ale následně je z hospody poslán zpět odkud přišel. |           |                   |                |                                                          |                    |
| 6 | 6         | Casanova          | Jaroslav Dudek | námět: Jiří Blažek scénář: Jiří Drejnar                  | 12. října 1996     |
| Děda Horáček, starý soused nad hospodou, je k nezastavení. Dvoří se všem ženám v hospodě, číšnice Mařce a dokonce i bábě Jiráskové. Ta jeho nápady odmítá a vyměňují si mezi sebou (a před celou hospodou) názory na představu klidného stáří. Doktor Prášek nakonec zjišťuje přehnanou aktivitu dědy Horáčka. Kvůli nedorozumění mu místo prášků na spaní předepsal medikamenty podporující životní vitalitu. |           |                   |                |                                                          |                    |
| 7 | 7         | Koncert           | Jaroslav Dudek | Jiří Drejnar                                             | 19. října 1996     |
| Do hospody vchází doktor Zatloukal s manželkou. Vyrazili si na koncert do Rudolfina, ale předtím se chtějí ještě najíst u Duška v hospodě. Zatloukalovi se však na koncert Vivaldiho nechce, opíjí se rumem a prosí Duška o pomoc. Tomu se nakonec s kuchařem Kachnou povede Zatloukala i jeho manželku v hospodě pozdržet a pobavit. |           |                   |                |                                                          |                    |
| 8 | 8         | Šejdrista         | Jaroslav Dudek | Jiří Drejnar                                             | 26. října 1996     |
| Speditér Venca Novák se v hospodě střetává se starým známým - je jím autobusák Láďa Neužil, který Nováka učil jezdit s autobusem v dopravním podniku. Oba vzpomínají a samozřejmě popíjejí. Štamgasti nelibě nesou to, že oběma řidičům Dušek neustále nalévá, a to i přesto že ví, že ještě dnes musí oba sednout za volant. Novák s Neužilem později nakonec za stavu těžkého opilství opouštějí hospodu a štamgasti konfrontují Duška. Ten jim ukáže klíčky od Novákovo auta a přesvědčuje je, že Novák už opravdu dneska nikam nepojede. Autobusák je na tom podobně, o řidičský průkaz přišel kvůli alkoholu už dříve a nyní se melancholicky baví tím, že si obleče uniformu a obráží hospody s historkami o práci v dopravním podniku. |           |                   |                |                                                          |                    |
| 9 | 9         | Vetřelci          | Jaroslav Dudek | Jiří Drejnar                                             | 2. listopadu 1996  |
| U stolu štamgastů sedí jiné tváře než obyčejně - je jím domácí Jonáš a jeho kamarád Veškrna. Oba odmítají na radu Duška opustit stůl a štamgasti se tak musí přesunout na jiné místo. Jonáš s Veškrnou se opijí a zaplatí si harmonikáře Josku, který jim hraje oblíbené písničky. Dále si vystřelí z Nováka, kterému obsadí záchod. Na oplátku pak Kachna připravuje ďábelský plán - do jídla jim přidává veterinární projímadlo a tentokrát obsazuje záchod Novák. Jonáš s Veškrnou za velkého spěchu opouštějí hospodu... |           |                   |                |                                                          |                    |
| 10 | 10        | Záloha na palmáre | Jaroslav Dudek | námět: Stanislav Kužel scénář: Jiří Drejnar              | 9. listopadu 1996  |
| Za právníkem Zatloukalem přichází romská žena a prosí ho úpěnlivě o pomoc. Jejího syna obvinili kvůli napadení nožem a spoléhá právě na advokáta, že ho z toho dostane. Zatloukal slíbí pomoc a za odměnu dostane zajíce. Toho si nechává od kuchaře Kachny připravit, ale s ostatními štamgasty se dělit nechce. Ti ho pomlouvají a přesvědčují bábu Jiráskovou, která hledá svého ztraceného psa, že jí ho Zatloukal ukradl a teď si ho nechává připravovat v kuchyni. Ukáže se, že advokát si ze štamgastů vystřelil a všichni pak společně hodují do té doby, než přijde děda Horáček a pochválí si, že takto dobře udělaného psa už léta nejedl. Babi Horáčková je konsternovaná, ale ostatní štamgasti nakonec také. Doktor Prášek jim vysvětlí, že zvíře na talíři určitě není zajíc a děda Horáček měl tedy pravdu. Romská žena po chvíli vchází do hospody a přiznává, že opravdu přinesla psa. Advokát přesto jejího syna i přes nelibost štamgastů zastupovat bude, záloha na palmáre už byla totiž využitá.                                                                    |           |                   |                |                                                          |                    |
| 11 | 11        | Záškoláci         | Jaroslav Dudek | Jiří Drejnar                                             | 16. listopadu 1996 |
| V hospodě se schází záškoláci z nedalekého gymnázia. Ukrývají se před dějepisářem Holosupem, který dneska hodlal zkoušet studenty z jejich obsáhlých znalostí. Duškovi i některým štamgastům se tento generační střet nelíbí. Do hospody však náhle vstupuje sám dějepisář Holosup a otřesené studenty vyzkouší. Po debaklu jim sděluje, že se mu ráno přitížilo a šel k doktorovi, takže hodina odpadla. Studenti se pak zastávají babi Jiráskové, ze které si dělají štamgasti a Dušek srandu a opouštějí hospodu. Provinilý Dušek pak posílá na účet podniku paní Jiráskové omluvu. |           |                   |                |                                                          |                    |
| 12 | 12        | Píchačky          | Jaroslav Dudek | Jiří Drejnar                                             | 23. listopadu 1996 |
| Novák odkudsi sehnal píchačky a i přes počáteční odpor Duška je nechává instalovat v hospodě. Platí, že kdo zde prosedí nejvíce hodin, bude odměněn pivem. Za Novákem však nečekaně přichází manželka, která s Jonášovo pomocí zjistí, kolik zde Novák již proseděl času. Zdrcený Novák píchačky násilím odmontovává. |           |                   |                |                                                          |                    |
| 13 | 13        | Růžička           | Jaroslav Dudek | námět: Jiří Blažek scénář: Jiří Drejnar                  | 30. listopadu 1996 |
| Hospoda je v tento den svědkem módní přehlídky. Kromě Nováka chlubícím se novým sakem přichází v obleku nikdy neviděný kotelník Babula. Na doléhání štamgastů nakonec přiznává, že má zde v hospodě rande na inzerát. Po chvilce vstupuje šmrncovní žena, která má na sobě řetízek s domluveným znakem, růžičkou. Babula si s ní velice dobře rozumí, ale nakonec se ukáže, že to není žena, na kterou čekal. Pravá "růžička" přichází na scénu a ztrapňuje přede všemi citlivého kotelníka. |           |                   |                |                                                          |                    |
| 14 | 14        | Obránci           | Jaroslav Dudek | Jiří Drejnar                                             | 7. prosince 1996   |
| Výčepní Dušek je nervózní, plete objednávky a je vidět, že není ve své kůži. Nakonec štamgastům vysvětluje původ své nálady a ukazuje výhružný dopis, který našel pod dveřmi. Do celé věci se nečekaně vkládá Jonáš, který přivádí svého kamaráda, poručíka Žaluda. Spolu celé osazenstvo hospody připraví na zneškodnění vyděračů. Do hospody po chvilce opravdu vstupují dva neznámí vazouni, jsou však okamžitě přemoženi a spoutáni. Celá hospoda slaví a teprve po příjezdu policie se ukáže, že se jednalo o policisty v civilu, kteří přišli výčepního varovat. Když se zdá, že je všemu konec, do hospody vchází opět dva nepřátelsky vyhlížející vazouni... |           |                   |                |                                                          |                    |
| 15 | 15        | Asketa            | Jaroslav Dudek | Jiří Drejnar                                             | 14. prosince 1996  |
| Kachna přivezl do hospody kočárek, ve kterém přechovává malé selátko. Všichni se těší na zabijačkové hody. Ke stolu štamgastů přisedá bratr Šípek ze spolku Abstinent a přesvědčuje postupně všechny u stolu, že jedině asketismus je správná cesta životem. Advokát Zatloukal po chvilce již nevydrží vzdorovat a doporučí Šípkovi duchovně promluvit s Jonášem. Nalhává mu, že Jonáš přišel o ženu a práci díky alkoholu a že za chvíli skončí pod mostem. Šípek konfrontuje Jonáše a vše skončí potyčkou. |           |                   |                |                                                          |                    |
| 16 | 16        | Reklama           | Jaroslav Dudek | Jiří Drejnar                                             | 21. prosince 1996  |
| Hospodu obsadil filmový štáb. Novák se nejdříve děsí, že natáčí dokument o alkoholicích, nakonec se však ukáže, že hospoda se stane slavnou díky natáčení reklamy na pivo Chmelomok. Vybraní herci však příliš neuspějí, výčepnímu nejde natočit pivo a pivař zase nedokáže vypít včas pivo do dna. Za hostinského nakonec zaskočí Dušek a za pivaře kotelník Babula. Ten však moc hereckými vlohami neoplývá a spíše využívání natáčení k překonání pivních rekordů. Pivařem se nakonec stává jeden z hostů, paradoxně novinář protialkoholického měsíčníku. |           |                   |                |                                                          |                    |
| 17 | 17        | Šťastné a veselé  | Jaroslav Dudek | Jiří Drejnar                                             | 28. prosince 1996  |
| Tropické teploty klepají na dveře hospody, uvnitř je však příjemně, zvláště když se k tomu přidá i studené pivo. V rámci ospalé hospodské konverzace začínají štamgasti přemýšlet o mrazivých Vánocích. Nakonec uspořádají vánoční večeři. Kachna peče cukroví a připravuje kapra s bramborovým salátem a ostatní zdobí vánoční stromeček. Kotelník Babula však veprostřed veselí ukáže svoji pravou, velice citlivou duši. Vánoce neslaví a minulý rok dokonce skončil i na záchytce. |           |                   |                |                                                          |                    |
| 18 | 18        | Učedník           | Jaroslav Dudek | Jiří Drejnar                                             | 4. ledna 1997      |
| Hostinský Dušek je nezvěstný. Všechny starosti kolem výčepu obstarává číšnice Mařenka a také Kachna se svými svéráznými schopnostmi točení piva. V lokále se objevují i dva hosti - opilec Částka se synem a slibují si od Duška jako starého známého, že by vzal syna do učení na hostinského. Tomu se však do hospody nechce, má své plány. Nakonec se ukáže, že Dušek je v pivovaru a ochutnává nové pivo a rozhodně není ve stavu, kdy by se dokázal vrátit. Částka se nakonec pohádá s Jonášem a nespokojeně odchází z hospody. |           |                   |                |                                                          |                    |
| 19 | 19        | Bezdomovec        | Jaroslav Dudek | Jiří Drejnar                                             | 11. ledna 1997     |
| Harmonikář Joska se objevuje v hospodě s napěchovanými kufry. Nevrle objednává jeden za rum za druhým a neochotně sděluje štamgastům, že ho jeho družka vyhodila z bytu. Nemá tedy kde spát a ptá se ostatních, jestli by ho nenechali někde přespat. Každý se vymluví a jediný kdo mu nabízí pomoc, je doktor Prášek s nabídkou přespání na lůžku na psychiatrické klinice. Joska zůstává sám u stolu, kde ho nachází Kachna. Ten ho na ulici spát nenechá a zve k sobě domů. |           |                   |                |                                                          |                    |
| 20 | 20        | Stávka            | Jaroslav Dudek | Jiří Drejnar                                             | 18. ledna 1997     |
| Štamgast Novák je na suchu. Manželka mu zakázala pít a Dušek jí slíbil, že už Novákovi v životě nic nenaleje. Novák nakonec přemlouvá právníka Zatloukala, aby mu dal napít a tak se zákaz přelévá i na něj. Spolu s Novákem vymyslí, že budou stávkovat a zagitují celou hospodu. Všichni návštěvníci odcházejí, jediní kdo zůstává, jsou štamgasti. Z pivovaru však přijíždějí zavést hospodu pivem a chtějí za pivo zaplatit. Dušek však na zaplacení nemá a tak se nakonec štamgasti skládají. Za odměnu jim Dušek opět čepuje pivo a to dokonce i Novákovi. Zrovna když si vychutnává první doušek, vejde do hospody zklamaná Novákovo manželka. |           |                   |                |                                                          |                    |
| 21 | 21        | Prvorodič         | Jaroslav Dudek | Jiří Drejnar                                             | 25. ledna 1997     |
| Do hospody vchází nervózní mladík a neustále odbíhá k telefonu. Štamgasti se od něj dozvídají, že jeho manželka leží v porodnici a pozvou ho ke stolu. Najednou zazvoní telefon a mladík se dozvídá, že se mu narodil syn. Všichni oslavují avšak najednou opět zazvoní telefon z porodnice. Mladík nechápe, protože mu sdělují, že se mu narodila holčička, ale o předchozím telefonátu nic netuší. Ukáže se, že první telefonát spunktoval harmonikář Joska, aby se zadarmo napil při oslavě. Mladík je zklamaný, protože si přál kluka. Je však utěšován štamgasty a nakonec se syna dočká, protože z porodnice opět volají, že se mu narodila dvojčata. |           |                   |                |                                                          |                    |
| 22 | 22        | Fotbal            | Jaroslav Dudek | Jiří Drejnar                                             | 1. února 1997      |
| Do hospody vchází Novák a dává si rychlé pivo. Dnes se hraje fotbal a tak Novák pospíchá domů, protože v hospodě televize není. Kotelník Babula se nabídne, že přinese svoji starou z kotelny. Ta však příliš nefunguje a nakonec přestane hrát úplně. Kachna se také nabídne a přichází s miniaturní přenosnou ruskou televizí, které však nefunguje zvuk. Novák nakonec přináší velkou televizi z nedalekého bazaru, avšak jakmile ji vyladí, fotbal končí. |           |                   |                |                                                          |                    |
| 23 | 23        | Vynálezce         | Jaroslav Dudek | Jiří Drejnar                                             | 8. února 1997      |
| Advokát Zatloukal je vyčerpaný, vrátil se z náročného soudního líčení a jediné, na co mu zbývá ještě sil, je rum. Přichází za ním zvláštní roztržitý človíček, který od něj chce právní pomoc. Jedná se o vynálezce, kterému nechtějí na patentovém úřadě uznávat jeho vynálezy a domnívá se, že je pak za jeho zády draze prodávají do ciziny. Právník se zdráhá, po dlouhém jednání pak přemlouvá štamgasty, aby vynálezce někam odklidili. Babula ho zamyká v kotelně, ale vynálezce se však opět objevuje v hospodě a sděluje stolu další perfektní vynález... |           |                   |                |                                                          |                    |
| 24 | 24        | Bomba             | Jaroslav Dudek | Jiří Drejnar                                             | 15. února 1997     |
| Mařenka nalézá v hospodě zvláštní černý kufřík, uvnitř kterého něco tiká. Štamgasti si začnou dělat srandu, že je v něm bomba, Jonáš tomu však uvěří a zavolá zásahovku. Přivolaný pyrotechnik sice pochybuje, že je kufřík nebezpečný, ale přeci jen si ho chce vzít s sebou. V tom kufřík začne zvonit a do hospody vchází zapomnětlivý profesor, který je rád, že zjistil, kde zapomněl kufřík se svým dlouholetým výzkumem. A aby si nezapomínal vzít prášky na posílení paměti, manželka mu vždy ráno nařídí do kufříku budík. |           |                   |                |                                                          |                    |
| 25 | 25        | Dlužník           | Jaroslav Dudek | Jiří Drejnar                                             | 22. února 1997     |
| Harmonikář Joska stojí před hospodou a bojí se jít dovnitř. U Duška má pořádnou sekeru a v zástavě navíc i svoji harmoniku, kterou hostinský vykoupil z protější hospody. Joska nakonec vchází a prosí Duška o pivo a harmoniku, díky které by mohl večer vydělat nějaké peníze. To vše slyší domovník Jonáš, který se zde celý den chlubí svoji výhrou v Sazce a láduje se drahou whiskey. Jakoby v náhlém pomatení smyslů platí za Josku celý dluh i s harmonikou. Ta se k němu však nedostane, protože domovník si nepřeje, aby se na ni v hospodě hrálo. Dochází k rozepři mezi štamgasty, kteří se za harmonikáře postaví. Advokát Zatloukal však celou situaci vyřeší gentlemansky. Do hospody vráží paní Jonášová, domovníkova matka, že dostala telefonát ze školy, že její syn v hospodě propíjí celou výhru. Jonáše zfackuje a donutí Duška, aby domovníkovi vrátil všechny peníze utracené za Josku i za harmoniku. |           |                   |                |                                                          |                    |
| 26 | 26        | Schůze            | Jaroslav Dudek | Jiří Drejnar                                             | 1. března 1997     |
| Hospoda je obalená politickými transparenty. Domovník Jonáš se dal ke Straně národního blahobytu (SNB) a pořádá v hospodě nábor nových členů. Spolu s ním je zde kamarád Veškrna a tajemník Berka. Členy chtějí získat pomocí úplatku ve formě jednoho piva, přesvědčují však i babi Jiráskovou, které místo toho objednávají oblíbenou zelenou. Jirásková je však zklamaná, protože očekávala dvě. Kotelník Babula se jí zastane a konflikt je zdárně zažehnán. Nakonec však přeci jen k potyčce dojde, protože Jonáš zabírá stůl štamgastů, kteří si to samozřejmě nenechají líbit. |           |                   |                |                                                          |                    |

### Druhá řada (1997)
Natočeno v roce 1997.
| Č. v seriálu | Č. v řadě | Název dílu     | Režie          | Scénář                                         | Datum premiéry    |
| --- | --------- | -------------- | -------------- | ---------------------------------------------- | ----------------- |
| 27 | 1         | Svačinka       | Jaroslav Dudek | Jiří Drejnar                                   | 8. března 1997    |
| Štamgasti si nechávají od líného Kachny připravit švestkové knedlíky. Advokát Zatloukal se chvástá, že jednou snědl čtyřicet knedlíků na posezení a ještě neměl dost. Doktor Prášek mu nevěří a poptává u Kachny, aby doktorovi tolik knedlíků udělal. Advokát nejprve nemá s takovým počtem knedlíků problém, ke konci už však nemůže a dělá vše pro to, aby se své porce elegantně zbavil a nemusel přiznat, že se chvástal. |           |                |                |                                                |                   |
| 28 | 2         | Nekuřácký den  | Jaroslav Dudek | Jiří Drejnar                                   | 15. března 1997   |
| Kamelot Goliáš přichází do hospody s fajfkou, která je skoro větší než on sám. Spolu s Novákem ji odborně zakuřují a v tom přijde domácí Jonáš a vše jim zakazuje. Je totiž světový den bez kouření a tak nemilosrdně všechny kuřáky vyvádí ven z hospody. Svými názory jde proti srsti všem štamgastům, i jinak klidném doktoru Práškovi. |           |                |                |                                                |                   |
| 29 | 3         | Věštba         | Jaroslav Dudek | Jiří Drejnar                                   | 22. března 1997   |
| V hospodě žebrá starší žena a Novák ji vyčiní. Dozvídá se, že žena umí věštit budoucnost, ale nevěří ji. Kotelník Babula i doktor Prášek však zkouší, co jim osud přinese, až nakonec Novák využije této možnosti taky. Nedozví se však vcelku nic. Na konci dílu se však ukáže, že se věštby opravdu staly skutečností. |           |                |                |                                                |                   |
| 30 | 4         | Úraz           | Jaroslav Dudek | Jiří Drejnar                                   | 29. března 1997   |
| Novák přišel do hospody opět pod obraz, tentokrát však s lyžemi, které koupil pro syna. Štamgasti ho provokují, aby jim ukázal, jak umí lyžovat. Ten při sjezdu ze schodů srazí babi Jiráskovou. Musí se tak zavolat záchranka a paní Jiráskovou ošetřit. |           |                |                |                                                |                   |
| 31 | 5         | Léčitel        | Jaroslav Dudek | Jiří Drejnar                                   | 5. dubna 1997     |
| Kotelník Babula se ošklivě říznul v kotelně do prstu. Novák pro změnu přišel s diagnózou žaludečních vředů. Kachna si oba bere pod svá léčitelská křídla. I přes drobná nedorozumění to vypadá, že jeho léčitelské schopnosti jsou opravdové. |           |                |                |                                                |                   |
| 32 | 6         | Záskok         | Jaroslav Dudek | Jiří Drejnar                                   | 12. dubna 1997    |
| Kachna je na vojenském cvičení a Duška nenapadla lepší alternativa, než pozvat do kuchyně předchozího kuchaře Špičáka. Zatímco domácí Jonáš si návrat dobrých holubů pochvaluje, štamgasti mají s jeho schopnostmi problém. Nakonec ho s pomoci pejska babi Jiráskové konfrontují a zjišťují, že Špičák si naporoučené suroviny odnáší domů. |           |                |                |                                                |                   |
| 33 | 7         | Láska je láska | Jaroslav Dudek | Jiří Drejnar                                   | 19. dubna 1997    |
| Láska kvete v každém věku. V hospodě sedí pohledná slečna a Novák má co dělat, aby se udržel. Teprve zblízka se však dozvídá, že se jedná o mladého muže, který pouze jako slečna vypadá. Jonáš se však do "slečny" zahleděl, a není nikdo, kdo by mu prozradil skutečný stav věci. Ten tedy investuje část svého učitelského platu a útratu za svůj objekt zájmu zaplatí. Teprve na záchodě objevuje svůj omyl a obviňuje Duška z toho, že mu nic neřekl. |           |                |                |                                                |                   |
| 34 | 8         | Zloděj         | Jaroslav Dudek | Jiří Drejnar                                   | 26. dubna 1997    |
| V hospodě řádil zloděj. Nechal za sebou rozbité okno, několik snězených porcí guláše a vypitou láhev zelené. Štamgasti si vzhledem k vypité láhvi zelené dělají legraci z babi Jiráskové a naoko ji obviňují, nicméně ta ukazuje na harmonikáře Josku. V noci ji probudil hluk z hospody a když původce hluku okřikla ať v noci neruší, byl to Joska, kdo ji vynadal. Duškovi se tím jenom potvrdilo jeho podezření a Josku obviňuje. Toho čeká perný pracovní týden na Duškovo zahradě, ovšem ještě prosí advokáta Zatloukala, ať něco vymyslí. |           |                |                |                                                |                   |
| 35 | 9         | Hra            | Jaroslav Dudek | Jiří Drejnar                                   | 3. května 1997    |
| Kotelník Babula do hospody přináší budovatelské knihy. Štamgasti si je začnou číst, mezitím si vyměňují vzpomínky na minulý režim. Nakonec je napadne, že by mohli sehrát divadelní hru a obsazují se do jednotlivých rolí. Legrace končí ve chvíli, kdy do hospody vejde Jonáš. Sám se postaví do důležité role režiséra a horlivě předvádí budovatelské nadšení natolik, až ho jeden host z hospody udá a Jonáš se musí už poněkolikáté zpovídat policistovi. |           |                |                |                                                |                   |
| 36 | 10        | Umělec         | Jaroslav Dudek | Jiří Drejnar                                   | 10. května 1997   |
| Číšnice Mařka dnes není ve své kůži. Je zahleděná do sebe a nereaguje na žádné podněty. Štamgasti pak přijdou na to, čím to je. Den předtím dávali televizní film s Markem Ebenem a Mařka se zamilovala. Herec najednou osobně navštěvuje hospodu a štamgastům se podaří ho zlákat na skleničku. Všichni se opijí a jdou se pak podívat, jak to herci v divadle v podroušeném stavu jde. Mařka je na konci dílu smutná, protože ztratila svůj ideál o dokonalém muži. |           |                |                |                                                |                   |
| 37 | 11        | Fór            | Jaroslav Dudek | Jiří Drejnar                                   | 17. května 1997   |
| Hostinský Dušek opět bojuje s Kachnou. Ten na jídelní lístek napsal, že chystá vařit čolky. Zoufalý Dušek má pochybnosti o jeho svéprávnosti a domlouvá se s doktorem Práškem a advokátem Zatloukalem o dalším postupu. Kachna však v kuchyni řádí dále i přes Duškovo zákaz. Ten se opije a stěží pak vnímá, že Kachna nakonec připravil vdolky. Čolky měl být pouze jenom fór. |           |                |                |                                                |                   |
| 38 | 12        | Oslavenec      | Jaroslav Dudek | Jiří Drejnar                                   | 24. května 1997   |
| Štamgasti odmítají pít. Do hospody má přijít Novák a slavit zde své narozeniny. Ten nakonec přichází, ale ve velmi špatné náladě. Chytla ho policejní hlídka a zabavila mu řidičský průkaz. Štamgasti pro něho vymýšlejí práci a nakonec zůstává v hospodě jako číšník. |           |                |                |                                                |                   |
| 39 | 13        | Randevú        | Jaroslav Dudek | Jiří Drejnar                                   | 31. května 1997   |
| Doktor Prášek čeká v hospodě na svou manželku Josefku. Prosí všechny okolo, aby se chovali normálně a zapůsobili. Josefka opravdu přichází a Prášek si okamžitě s hrůzou uvědomí, že udělal velkou chybu, že se s ní schází právě zde. Za prvé ho manželka oslovuje přede všemi "Šmudlíku" a za druhé se činí i ostatní. Novák s Babulou opravují startér a skoro se poperou, Kachna ji přirovná ke krávě a senilní děda Horáček si ji plete s baculatou jeřábnicí, která s ním pracovala v podniku. Otřesená odchází z hospody následovaná Práškem. |           |                |                |                                                |                   |
| 40 | 14        | Hazard         | Jaroslav Dudek | námět: Jan Luka Potměšil scénář: Jiří Drejnar  | 7. června 1997    |
| Je temná noc a v hospodě sedí pouze štamgasti s Duškem. Čekají na Nováka, který přináší Boží požehnání alias gotes či plátýnko. To ovšem netuší, že po chvilce hraní na dveře buší domácí Jonáš vracející se ze třídního srazu. Přidává se k hráčům a prohrává vše, co má. Snaží se zastavit televizi, dokonce i svoji vlastní maminku a nakonec se s Duškem sází o hospodu. Vše nakonec dobře dopadne díky Goliášovi, který kdysi vystupoval v cirkuse a bravurně ovládá karetní triky. |           |                |                |                                                |                   |
| 41 | 15        | Šprýmař        | Jaroslav Dudek | Jiří Drejnar                                   | 14. června 1997   |
| Do hospody vráží kumpán z protější hospody U Brázdů, Lojza Hovorka. Každý, kdo ho zná, ho nemá rád, protože všem tropí kanadské žertíky. Dušek má pro něj slabost, ale pouze do té doby, než si vystřelí z doktora Práška. Ten se však mstí gentlemansky a nechává Hovorku odvést na psychiatrickou kliniku ve svěrací kazajce. |           |                |                |                                                |                   |
| 42 | 16        | Dědci          | Jaroslav Dudek | Jiří Drejnar                                   | 21. června 1997   |
| Děda Horáček je ve výborné náladě a oznamuje, že dnes pořádá velký mejdan. Má přijít jeho kamarád Toník z mládí, se kterým chodil do školy a prošel i vojnu. Nerudný Toník přichází, ale díky senilitě obou starých pánů to na žádný mejdan nevypadá. Toník totiž usíná a děda Horáček vypravuje příhody z mládí. Když si jde odskočit, Toník se probouzí a ptá se Mařenky, jestli do této hospody nechodí jistý pan Horáček... |           |                |                |                                                |                   |
| 43 | 17        | Bludičky       | Jaroslav Dudek | Jiří Drejnar                                   | 28. června 1997   |
| V hospodě se objevují prostitutky. Štamgasti se sice zezačátku příliš nehrnou do jejich blízkosti, ale nakonec se skamarádí. Jediný, kdo má problém, je domácí Jonáš. Uspořádá petiční akci a hodlá ji přednést na zastupitelstvu. Když do hospody přichází další z nich, Jonáš se utíká schovat. Je však prostitutkou poznán a ta mu připravuje perné chvíle. |           |                |                |                                                |                   |
| 44 | 18        | Zájezd         | Jaroslav Dudek | Jiří Drejnar                                   | 5. července 1997  |
| Opět se v hospodě objevuje Jonášův kamarád, Ing. Veškrna. Založil si cestovní kancelář a vozí zákazníky po sportovních utkáních. Hospodu rezervuje pro fanoušky národního týmu a objednává pro ně jídlo. Novák si sedá k fanouškům a je Veškrnou obviněn z toho, že využívá objednaného jídla, aby se zadarmo najedl. Novák ho před fanoušky nahlas obviňuje, že je okradl, protože kalkuluje cenu zájezdu a vypočítává, kolik na každém vydělal. Fanoušci si toho nenechají líbit a jeden z nich dá Veškrnovi co proto. |           |                |                |                                                |                   |
| 45 | 19        | Strýček        | Jaroslav Dudek | námět: Bronislav Poloczek scénář: Jiří Drejnar | 12. července 1997 |
| Novák je nervózní. Má přijet jeho tchán z Vídně a on ho chce finančně využít. Advokát Zatloukal mu šibalsky radí, že musí strýčkovi ukázat, že je úspěšným a bohatým podnikatelem a že nejlepší bude uspořádat pořádný banket. Kachna nakupuje nejrůznější drahé pokrmy, dokonce i humra a Novák je nešťastný z toho kolik to bude celé stát. Štamgasti i strýček si báječně pochutnávají a u číše velmi drahého koňaku pak přichází Novákova manželka oznámit, že její skutečný strýček přijel taxíkem a sedí doma na gauči. |           |                |                |                                                |                   |
| 46 | 20        | Kalamita       | Jaroslav Dudek | Jiří Drejnar                                   | 19. července 1997 |
| V hospodě nejde proud. Kachna je obviněn, že za to může on, ale vinu odmítá. Všichni už mají žízeň a lahvové pivo se jim pít nechce. Novák zprovozní provizorní pípu za pomoci ruční pumpičky na kolo a tak si můžou tvrdou prací natočit pivo ze sudu. Jenže proud je vypnutý schválně elektrikáři sedícími u vedlejšího stolu a Novák si to s nimi jde vyřídit. |           |                |                |                                                |                   |
| 47 | 21        | Klientka       | Jaroslav Dudek | Jiří Drejnar                                   | 26. července 1997 |
| Do hospody vstupuje osoba, která sem evidentně nepatří. Je jím zazobaná starší nafoukaná dáma s psíkem a shání se po advokátu Zatloukalovi. Oznamuje zdrceným tónem znásilnění, které nechce řešit policie, což advokátovi přijde podezřelé. Nakonec se ukáže, že dáma chce po advokátovi vypracování žaloby za znásilnění jejího psíka jiným, drzým a vypelíchaným psiskem. Advokát souhlasí se spoluprací a u štamgastů si vysluhuje pohrdání. Nelíbí se jim totiž, že advokát slyší jenom na peníze a apelují na jeho morálku. V tom do hospody přijde doktor Prášek a zdraví se s dámou. Štamgasti už se radují, že mají potvrzené, že je dáma psychicky narušená, ale dozvídají se s hrůzou pouze to, že doktor léčí jejího psíka z depresí. |           |                |                |                                                |                   |
| 48 | 22        | Den poté       | Jaroslav Dudek | Jiří Drejnar                                   | 2. srpna 1997     |
| Dušek má dnes ráno co dělat, aby vůbec sešel schody a shání se hned po mokré utěrce. Nováka najde v bezvládném stavu číšnice Mařka a Babula netrpělivě vyhlíží své první pivo. Včera se tu něco mohutně slavilo, ale nikdo z přítomných si nic nepamatuje. Postupně se dere na povrch, co se vlastně dělo až nakonec Mařka nachází na dámské toaletě zamčenou osobu a divný stín. Ukáže se, že si zde ustlal domácí Jonáš, po kterém se mezitím úpěnlivě sháněla jeho maminka. Novák si vzpomíná, co se vlastně slavilo - Jonášovo povýšení na ředitele gymnázia. Štamgasti sice slavení s ním chvíli odmítali, ale nakonec se to vše zvrhlo a byl to povedený večírek. Jonáš je stále v náladě, když v tom přichází jeho zoufalá matka a sděluje mu, že právě prošvihl konkurz na ředitele a dává mu za vyučenou domácí vězení. Novákovi přestává být špatně a chce začít slavit, ale v tom přichází jeho syn a posílá ho domů i s nákupem, pro který byl předchozí den poslán... |           |                |                |                                                |                   |
| 49 | 23        | Výletník       | Jaroslav Dudek | Jiří Drejnar                                   | 9. srpna 1997     |
| Novák se vrátil z dovolené a nadšeně štamgastům sděluje, že se tam seznámil s jistým Bohoušem Peterkou. Podle vyprávění se jedná o vykutáleného sígra, který se malinkými podvody snažil zlepšit celou dovolenou. Peterka se objevuje v hospodě a advokát Zatloukal ho okamžitě poznává. Je to jeho stálý klient, několikrát obviněný podvodník Ovsík. Chtěl z Nováka vymámit zálohu na koupi dodávky, čemuž včas advokát zabránil. |           |                |                |                                                |                   |
| 50 | 24        | Kukátko        | Jaroslav Dudek | Jiří Drejnar                                   | 16. srpna 1997    |
| Novák si obstaral kaleidoskop a lepí na něj obrázky nahých ženských. Kuchaře kachnu kukátko zaujme a když se do něj dívá, Novák sní všechno maso z guláše, který Kachna připravil pro tělocvikáře Jonáše. Ten při pohledu na neúplný guláš spustí povyk a běží na živnostenský úřad i s talířem. Štamgasti jsou na Nováka naštvaní, že se nepřiznává a nechává Kachnu dusit nadávkami hostinského Duška. Přichází úředník ze živnostenského úřadu, ale ukáže se, že je to Kachnův starý známý. Novák se pak přiznává ke krádeži masa a Jonáš odchází opět s nepořízenou. |           |                |                |                                                |                   |
| 51 | 25        | Pes            | Jaroslav Dudek | námět: Miroslav Buberle scénář: Jiří Drejnar   | 23. srpna 1997    |
| Do hospody vtrhl obrovský pes. Štamgasti objevují v novinách inzerát o jeho ztrátě a Dušek volá majiteli, ať si pro něj přijede. Objevuje se muž ve středních letech a ukazuje se, že je to Mařky první láska. Muž je rozvedený a zve Mařku večer na rande. |           |                |                |                                                |                   |
| 52 | 26        | Veselka        | Jaroslav Dudek | Jiří Drejnar                                   | 30. srpna 1997    |
| Hospoda se halí do slavnostního. Všichni se ptají tajuplného Jonáše, co se bude dít, ale ten mlží. V tom se objevuje děda Horáček jako ženich a babi Jirásková jako nevěsta. Štamgastům se to však nepozdává, protože ti dva se nemají úplně v lásce. Nakonec zjistí, že je svatba pouze zástěrka k tomu, aby je sestěhoval k sobě. Tím mu v domě vznikne prázdný byt, který deklaruje jako místo pro svoji vytouženou posilovnu. Do hospody však vráží paní Jonášová, která pátrá po důvodu, proč do prázdného bytu přiváží sadu postelí, prostěradel a kanapíček. Jonáš pak pod tíhou okolností přiznává, že byt plánoval jako využít úplně jiným způsobem. Svatba se tímto odvolává a Kachna Duškovi smutně oznamuje, že odjíždí na rok s cirkusem po světě. |           |                |                |                                                |                   |

### Třetí řada (nerealizovaná)
Scenárista Jiří Drejnar napsal ještě dalších 26 pokračování seriálu (názvy prvních deseti epizod: 1 – Návrat, 2 – Kalkulace, 3 – Šolích, 4 – Vedoucí, 5 – Medium, 7 – Marodi, 10 – Marketing). Domácí Jonáš (Václav Knop) se v něm měl stát poslancem, novým štamgastem se měl stát novinář Meluzín nahrazující doktora Práška (Jiří Menzel v natáčení nechtěl pokračovat).[zdroj⁠?!]
V roce 2001 k těmto plánovaným dílům vytvořil scenárista Gustav Oplustil dramaturgický posudek, ale k realizaci nedošlo, patrně i pod vlivem tehdejších právních, majetkových a manažerských sporů v zázemí TV Nova. V roce 2005 pak bylo pokračování zamítnuto z praktických důvodů, protože téměř desetiletý odstup od prvních dvou sérií by byl zjevný i na hercích a některé situace by s nimi vyznívaly dětinsky.[zdroj⁠?!]
Na konci roku 2013 se o možné pokračování zajímala TV Barrandov, kterou v té době krátce řídil Vladimír Železný. S jeho odchodem v březnu 2014 však byly plány ukončeny, v listopadu 2014 zemřel i scenárista Jiří Drejnar. Jeho scénáře se pravděpodobně nedochovaly.[zdroj⁠?!]